# Fort Myer

Insígnia de Fort Myer.

Fort Myer é um posto do Exército dos Estados Unidos adjacente ao Cemitério Nacional de Arlington em Arlington, Virgínia, Estados Unidos.
Fort Myer é um posto pequeno segundo os padrões do exército norte-americano, e é a sede do 3° regimento de infantaria (TOG), o mais antigo do exército norte-americano.